# Срђан Николић - Пека
Срђан Николић Пека (Мрвеш, 11. октобар 1966) српски је стрип цртач и илустратор.

## Биографија
Похађао је основну школу "Станимир Вељковић Зеле" у Бојнику. Завршио је средњу уметничку школу "Ђорђе Крстић" у Нишу, на одсеку дизајн графике након чега се запослио 1987. године као главни дизајн оператор у предузећу "Сигнал Сервис" у Лесковцу. Освојивши трећу награду на територији Југославије, уједно и прву на територији Србије, на савезном ликовном конкурсу "Грожђе", 1981. године добија мотив да се бави цртањем стрипова. Цртањем стрипова бави се од 1982. године.
Био је уредник стрип магазина „Арсенал“. Објављивао је у „Нашој речи“, „Ђачком забавнику“, „Пролетеру“, „Невену“, „Тајнама нинџи“, „Секспресу“, „Стрип пресингу“, „Панорами“, „Think Tank Townu“, „Политикином забавнику“, „Стрип Креатору“ (Македонија), „Парабелум“, „Новој Нашој речи“. 
Аутор је насловних страна „Ђачког забавника“ од 13-ог до 33-ег броја, а такође је био задужен и за комплетно илустровање „Ђачког забавника“ у том период. Радио је, такође, и насловне стране стрип часописа „Арсенал“, од првог до шестог броја, чији је главни уредник био од другог броја до престанка излажења листа.
Након престанка рада Николе Митровића Кокана и Миомира Кулића, Срђан Николић Пека 1996. године заједно са Марком Стојановићем, преузима на себе рад у Лесковачкој школи стрипа, гдје је радио као предавач, са прекидима, више од петнаест година, до септембра 2011. године. Прве самосталне изложбе одржао је у Бојнику, Мрвешу, Лебану (1987-1989), као и у Лесковцу гдје је у периоду од 1987-1992. имао четири самосталне изложбе. За вријеме служења војног рока имао је самосталну изложбу у касарни "Боро и Рамиз" у Призрену.
Нацртао је преко две и по хиљаде табли стрипа од којих је већина публикована. Међу његовим објављеним радовима су „Пејн“, „Смртоносно наследство“, „Робинзон Kрусо“, „Златокоса“, „Маца и Миша“, „Зеле“, „Награда“.  Нацртао је први албум серијала „Вековници“ рађен по сценарију Марка Стојановића. Стрип је објављен у „Политикином забавнику“, а потом и у албумском издању „Систем Комикса“. Стрип „Иза црног сунца“ је објавио 2017. године. За овај стрип је урадио и сценарио. Стрип је преведен на македонски и објављен под називом „Зад црното сунце“. 
Његови албуми „Одеса“ (два албума) који је урадио за белгијског издавача „Кастерман“ енгл. Casterman BD по сценарију Мишела Дифрана објављени су у 22 земље. 
Стрипове oбјављује у Србији, Белгији, Француској, Швајцарској, Холандији, Луксембургу, Македонији, Америци, Kанади.
Живи и ради у Лесковцу.

## Награде
Освојио је двије спонзорске награде на 6. Међунардном салону стрипа у Београду 2008. године за стрип „Кобра“. Заједно са Марком Стојановићем освојио је награду „Гранд Прикс“ фестивала на 7. Међународном салону стрипа у Велесу 2009. године за стрип Рат и мир. Двоструки је добитник „Октобарске награде“ (2006. и 2009.) највишег годишњег признања града Лесковца, за организацију Балканских смотри младих стрип аутора, на којој је био стални члан жирија за додјелу меморијалних плакета и диплома „Никола Митровић Кокан“. На 14. Међународном салону стрипа у Велесу 2016. године освојио је признање „Златни стрип“ за стрип „Снег на Антартику“.